# 대중문화
대중문화(大衆文化)는 대중이 형성하는 문화를 말한다. 생활 수준의 향상, 교육의 보급, 매스 커뮤니케이션의 발달 등을 기반으로 이루어진다. 대량 생산, 대량 소비를 전제로 하기 때문에 문화의 상품화ㆍ획일화ㆍ저속화 경향이 생길 수 있다.

## 개설
'문화'라는 것은 인간이 만들어 놓은 모든 것, 즉 정신적 또는 제도적인 모든 것을 뜻한다. 가령 기계 문명이라든가 예술·종교·이데올로기·학술적 이론, 그리고 봉건 제도·자본주의 제도·사회주의 체제 등 인공적으로 만들어진 모든 것들이 '문화'라는 개념 속에 포함될 수 있다. 그러나 '대중문화론'에 있어서의 '문화'의 테두리는 좁은 범위, 즉 예술·오락·유행·행동 양식·사고 방식·여가 이용 등의 테두리에서 주로 논의된다. 이렇게 '문화'의 테두리를 좁은 범위로 잡을 때, 인간 사회에는 주로 이른바 '고급 문화(high culture)'와 '민속 예술(folk arts)'의 2장르가 존재해 왔었다. 이와 같이 양대 문화 형태가 존재해 온 것은 시대와 사회의 차이에도 불구하고 그러하였다. 이것은 문화가 인간이 놓여있는 객관적 여건의 반영으로서, 그들의 생활상이나 감정을 직선적으로 반영하는 것이기 때문에 그들이 속해있는 사회 계층의 차이로 하여 고급 문화와 민속 예술이 각각 다르게 성립된 것이다. 문화 수준은 생산력의 발전 단계에 상응해서 진보·발전하는 것이지만 같은 시대의 같은 사회에 있어서도 사회 계급의 차이에 따라서 그들이 창조하고 향유하는 문화 형태는 달랐던 것이다.
그런데 인간 사회가 고도로 산업화되고 이른바 대중 사회적 상황이 펼쳐지자 종래에 없던, 아주 새로운 문화 형태가 대두되기 시작하였다. 그것이 이른바 '대중문화'인데, 이것은 인간이 이루어 놓은 문화 형태 속에 자본의 논리가 작용하여 형성된 것으로 볼 수가 있다. 왜냐하면 대중문화가 갖는 사회 정치적 기능 속에는 자본주의적 메커니즘이 작용하고 있을 뿐만 아니라 이윤 추구의 목적이 강력하게 존재해 있기 때문이다. 무엇보다도 대중문화는 상품 문화로 특징지어진다. 상품은 이윤 추구를 위해서 대량 생산과 대량 소비가 이루어지기를 기대한다.
대중 사회적 상황을 배경으로 이루어진 대중문화에서도 대량 생산과 대량 소비가 진행된다. 문화의 한 장르를 대량 생산 할 수 있는 테크놀로지, 즉 인쇄술·영화·라디오·텔레비전·음반 등은 규격에 맞는 획일적인 상품 문화를 대량으로 생산하고 대량으로 소비시킬 수 있는 것이다. 이러한 테크놀로지, 즉 대중 매체들은 대중 오락의 범위를 훨씬 넘어서 한 사회의 사고 방식이나 가치관, 행동 양식이나 유행 현상, 나아가서는 한 사회의 지배적 문화 형태나 기조적 사회 풍조를 규정짓고 있는 것이다. 규격화되고 획일화된 문화 형태가 한 사회를 지배할 때, 그 사회가 그러한 문화가 갖는 빛깔로 물들 것이라는 점은 극히 자연스러운 현상이다. 대중문화는 두드러지게 상품 문화의 성격을 갖기 때문에 대량으로 생산되고 대량으로 소비·판매되어야 할 필요가 있었다.
그러기 때문에 내용적 질은 가급적이면 많은 고객이 살 수 있도록 인간의 원시적인 관심에 기준을 맞춘다. 원시적인 관심이라는 것은 성인이 된 인간이면 남녀를 막론하고 누구나가 가지고 있는 이성간의 사랑이나 섹스 문제, 잔인한 항쟁심, 저속한 호기심을 말한다. 이와 같이 인간이 갖는 원시적 관심에 제작 기준을 맞추기 때문에 대중문화의 질은 저속하고 비속해질 운명을 지닌다. 뿐만 아니라 그것은 극히 소비적이고 찰나적인 것이다. 상품 문화가 가급적이면 빨리 유통되고 소모품화되는 것을 그 문화의 공급자들은 기대하고 있다. 따라서 대중문화는 그 내용의 본질은 항상 같은 것에 불과하면서도 언제나 모델 체인지를 단행하고 포장을 새것으로 바꾼다. 그러면서 그것의 외형적 특성은 대량화를 가능케 하는 획일성이나 복제화를 그 특징으로 하고 있다.
대중문화가 이와 같이 상품으로 유통하게 되는 바탕으로는 그것이 갖는 시장성이 지적되어야 한다. 봉건 사회에 있어서도 문화의 상품화 현상, 특히 장인(匠人) - 음악가·화가·문필가·공예가·건축가 등 -의 피고용 현상이 없었던 것은 아니다. 그러나 봉건 사회는 폐쇄적인 경제였기 때문에 문화 전반이 상품화하는 현상은 일어나지 않았다. 그러던 중 자유 기업적인 메커니즘이 발전하고 민중들의 정치적 권익이 진전되자 교육의 보급, 생활 수준의 향상, 문화적인 욕구의 증대라는 현상이 나타나고, 거기에 따라 시장의 폐쇄성도 깨어지기 시작했다. 여기에 대중문화에 대한 넓은 시장이 마련된 것이다. 사회의 상부 계층은 물론 하부 계층에 속하는 사람들까지도 값싸게 만들어진 상품 문화를 비교적 손쉽게 구매할 수 있게 된 것이다.
말하자면 대중문화라는 것은 인간 사회가 이른바 대중 사회적 상황을 나타나게 되었을 때, 그것을 배경으로 하여 형성·성립된 전혀 새로운 문화 형태로서, 그것은 강한 상품 문화로서의 특성을 지니고 있다. 그렇기 때문에 그것들은 규격에 맞는 획일성이나 몰개성적·비창조적 성격을 띠고 있다. 뿐만 아니라 그것은 많은 고객을 획득해야 한다는 필연적 명제 때문에 내용적 질에 있어서도 자연 비속해질 위험에 항상 놓여 있다. 주로 매스 미디어에 의해서 대량 생산되고 대량 소비되는 대중문화는 한 사회의 지배적인 문화 형태로 만연하면서 그 사회의 정치적, 사회·경제적 풍토를 조성하고, 나아가서 인간들의 가치관이나 행동 양식까지를 규제하는 것이다.
최근에는 파퓰러 컬처(Popular Culture)라는 관점으로 대중문화를 바라보는 시각이 생겨났다. 대중문화의 생산과정을 중심으로 대량으로 만들어져서 소비되는 자본주의 이후의 문화를 가리키는 용어인 매스 컬처(Mass Culture)와 다르게, 파퓰러 컬처는 문화의 소비 또는 수용과정에 초점을 맞춘 개념으로, 사람들이 '대중적으로' 그리고 일상적으로 향유하는 문화라는 측면에서 자본주의 이전의 민속문화 개념도 포함한다고 볼 수 있다. 널리 쓰이지는 않지만, 이러한 파퓰러 컬처를 가리키는 말로 '민중문화'라는 용어를 쓰기도 한다.

## 같이 보기
- 대중문학
- 한류 (문화)
- 미국의 대중음악(en:American popular music)
- 브리티시 인베이전

## 관련 서적
- 백선기. 《텔레비전 문화의 기호학》. 커뮤니케이션북스. 2002년. ISBN 9788984990746
- 백선기. 《미디어 담론》. 커뮤니케이션북스. 2015년. ISBN 9791130436098
- 백선기. 《미디어 기호학》. 커뮤니케이션북스. 2015년. ISBN 9791130436081
- 백선기. 《대중문화론》. 커뮤니케이션북스. 2015년. ISBN 9791130441825
- 이영미. 《한국대중예술사, 신파성으로 읽다》. 푸른역사. 2016년. ISBN 9791156120735
- 김춘규·최상민. 《현대대중문화와 예술》. 책만드는집. 2016년. ISBN 9788979445770
- 김정섭. 《한국대중문화 예술사》. 한울아카데미. 2017년. ISBN 9788946059689